# キャプテン・フューチャー
『キャプテン・フューチャー』 (Captain Future) は、主としてエドモンド・ハミルトンにより書かれたスペースオペラのシリーズ名であり、その主人公であるカーティス・ニュートンの愛称である。また本シリーズが主に掲載されたパルプ・マガジンの名称でもある。
長編全20作中、3作はハミルトン以外の作家が担当している（→#作品リスト）。第二次世界大戦による紙不足の影響で『キャプテン・フューチャー』誌が廃刊となった後に発表されたシリーズ末期の長編および、本編完結後に書かれた番外編的な短編は『スタートリング・ストーリーズ』に掲載された。

## 内容
物語ではキャプテン・フューチャーとフューチャーメンと呼ばれる3人の仲間たち（サイモン、グラッグ、オットー）が、愛機である宇宙船コメット号を駆って繰り広げる悪との戦いと冒険が描かれる。

### 物語の舞台
物語の舞台は、太陽系内がそのほとんどを占めている。これは小説が執筆された1940年代という時代背景が反映されたもので、各惑星には固有のヒューマノイド（火星人など）がおり、太陽系のほとんどの惑星や衛星に地球人の植民地が設けられ、各惑星人が混在して生活しているという設定になっている。ちなみにSFガジェットとしての原子力は登場するが、現実の核分裂反応ではない。年代設定は、「恐怖の宇宙帝王」事件が起きたのが2015年となっていた。“人工知能”という概念さえなかった時代に、善悪を判断し自律行動出来るロボットやアンドロイド（グラッグとオットー）が登場している。

### 登場人物
キャプテン・フューチャー (Curtis Newton a.k.a. Captain Future)
主人公。太陽系最大の科学者にして冒険家であり、最高の宇宙船操縦士。本名カーティス・ニュートン。身長6フィート4インチ（1メートル93センチ）。瞳は灰色。赤髪。肌は日焼けしている。
左手の指に嵌めた太陽系の九惑星をかたどったデザインの指輪（嵌め込まれた宝石は内蔵された超小型原子力モーターで現実の天体の運行と同じ動きをする。「恐怖の宇宙帝王」ではその動きを利用して催眠術をかけた。なお、アニメ版では九つの宝石を嵌め込んだ腕時計型のメダルに変更されている）がキャプテン・フューチャーの証であり、これを提示すれば太陽系内のあらゆる施設・設備はその扉を開く。普段は飾り気のない灰色（あるいは褐色）の合成絹（シンセシルク）製のジッパースーツを着て、タングスタイト製のベルトのホルスターに使い込んだプロトン・ガンを挿している。
科学者だった父ロジャーとその妻エレーヌは、ニュートン夫妻の研究成果を狙う悪漢ヴィクター・コルボに追われて月のチコ・クレーターに逃れるが、追いついたコルボは二人を殺害。凶行場面に一歩間に合わなかったフューチャーメンはコルボを倒してその仇をとり、夫妻の遺児であるカーティスを立派に育て上げることを誓った。カーティスはグラッグの指導で並はずれた体力、忍耐力を養い、オットーからは変装術、武術、アクロバティックな体術を習い、サイモンからは広範な科学知識を学んだ。成人になったある日、カーティスはサイモンから両親の最期についての真相を聞かされ、以後はキャプテン・フューチャーと名乗り、その一生を太陽系と正義のために捧げると誓った。
超人的な能力と特異な生い立ちのため、他者に常人と異なる印象を与えることがある。しかし、心理面ではユーモラスなふるまいもすれば、怒りに我を忘れることもある普通の青年で、普通の生活を送っている同世代の青年達を羨ましく思うこともある。
サイモン・ライト (Simon Wright)
フューチャーメン。別名「生きている脳（リビング・ブレイン）」。ニュートン夫妻の研究仲間だった高名な科学者。病気で死期が近づいたサイモンは、ロジャーによって頭部移植手術を施され、摘出された脳は原子力駆動による漿液（培養液）入りの透明金属のケース（視聴覚センサーと発声回路付き）に収められた。その時からサイモンはサイボーグ脳として生存し、当初は自律移動ができなかったものの、「太陽系七つの秘宝」で簡単な機械仕掛けのタイヤ駆動による移動装置を付けられ、「謎の宇宙船強奪団」でカーティスによって磁力牽引ビームを装備されてからは自力飛行や物の分解・組み立てが可能となった。以後は行動派に転向し、「小さな体」を生かした隠密行動や潜入工作で活躍する（アニメ版では第一話から飛行可能）。カーティスに対しては父親のように接し、彼を「坊や（ラッド）」と呼ぶ。フューチャーメンの顧問的存在。
グラッグ (Grag)
フューチャーメン。ロジャーとサイモンの研究成果である「人造生命第一号」。親水コロイドメタルの頭脳と金属繊維の神経、非伝導性鋼鉄のボディに光電管の目を持つ、身長7フィート（2メートル10センチ）の剛力無双のロボット。銅を主な燃料とする体内の超小型原子炉で動いている。両手指の先のアタッチメントを交換して、工具（モーターツール）として使用できる。オットーから誕生日プレゼントとしてアタッチメントのセットをもらったことがある。オットーを「ゴム人形」と罵り、四六時中喧嘩ばかりしているが、心の底ではオットーをかけがえのない相棒だと思っており、オットーの人間そっくりな外見に羨望の念を抱いている。結構センチメンタルな一面も持つ。月犬のイイクがペット。アニメ版では濃灰色の体のロボット然とした無骨なスタイルで描かれているが、表情が変わる演出がなされている為、親しみやすいキャラクターになっている。
オットー (Otho)
フューチャーメン。ロジャーとサイモンの研究成果である「人造生命第二号」。合成樹脂製アンドロイドで、純白の皮膚と緑の瞳を持ち、まつげも含めて体毛はない。せっかちで、退屈が大嫌い。変装の名手で、各種染料や薬品からなる変装キット一式はベルトのケースに収められている。主食は化学薬品をブレンドしたものだが、人間と似た代謝系を持っており、人間の食べ物も問題なく食べられる。一度、ラジウム・ハイボールを飲み過ぎて泥酔するという失態をやらかし、サイモンにみっちり絞られたことがある。グラッグを「ブリキ人形」と呼んで怒らせるが、やはりグラッグのためなら命を懸けることも厭わず、いざという時には抜群のチームワークを発揮する。ひそかにグラッグの剛力無双を羨ましく思っている。結構寂しがり屋で純情一途な面もある。隕石モグラのオーグがペット。アニメ版では江戸言葉を話し、ノースリーブ・シャツに船員帽を後ろ前にかぶった、漫画などのポップカルチャーで見られる類型化された姿に描かれている。
イイクとオーグ
グラッグとオットーに飼われている小型の宇宙生物。原作ではイイクが第二作の「暗黒星大接近！」で初登場、オーグは第五作の「太陽系七つの秘宝」でオットーに拾われるエピソードがある（アニメでは両者とも第一話から登場）。四六時中いがみ合っている飼い主たちと違い、とても仲良しだが、アニメ版では主人たちの喧嘩に合わせて小競り合いをするシーンも何度かある。フューチャーメンが長期の遠征に出かける場合は、チコ・クレーター基地で留守番をしており、自動給餌器があるので飢えることはないとのこと。
イイク (Eek)
グラッグのペット。月犬（ムーン・パップ。ムーン・ドッグあるいはムーン・ハウンドと呼ばれる種）の幼体。主食は鉱物で呼吸はしない。食性に適応して、その歯と爪はダイヤモンド並みの硬度を持つ。食欲は非常に旺盛で、時々、コメット号の肋材やプロトン・ガンをかじり、トラブルを起こしたりする。銅や銀を食べ過ぎると酔っぱらったようになる。大気のない月面で進化したことからテレパシー能力が発達しており、グラッグやカーティスともコミュニケーションでき、彼らの危機を救ったこともある。アニメ版ではイークと表記され、ピンク色の子犬のような姿で描かれている。
オーグ (Oog)
オットーのペット。隕石モグラ。別名「物まねモグラ」。本来は白い短い毛皮を持つ小型の四足獣だが、主要な内臓はすべて小さな核に納められており、肉体の他の部分は細胞組織の配列を自由に変えて何にでも化けることができる（ただし、大きさには限界があり、化けた物も見た目はそっくりだが、機能は備わっていない）。グラッグをからかうネタをオットーに仕込まれたり、爆弾に化けて相手にハッタリを噛ませるための小道具にされたりする。アニメ版ではオークと表記され、亀のような甲羅を持つ緑色の毛のないタヌキのような姿で描かれている。
ジョオン・ランドール (Joan Randall)
惑星警察機構第三課の女性諜報員。カーティスに恋愛感情を抱く。キャプテン・フューチャーを「カーティス」と呼ぶ数少ない人物。カーティスと初めて出会った時点で、惑星警察に入ってから4年ほど経過している。髪の色はブルネット。名前の読みは、正しくはジョアン。アニメ版では髪の色が金髪となっている。
エズラ・ガーニー (Ezra Gurney)
ベテラン捜査官。惑星警察機構第四課（通称、惑星パトロール）司令でジョオンの実質的な上司。口ひげをたくわえているため、時に「キャプテン・フューチャー」の発音が「キャプ・ン・フューチャー」と聞こえることがある。かつて太陽系随一と畏れられた宇宙海賊ファルコンの実兄。
ジョニー・カーク (Johnny Kirk)
「透明惑星危機一髪！」に登場した、フューチャーメンに憧れている地球人の少年。アニメ版ではケン・スコットとしてレギュラーキャラクターとなっている。
ハーク・アンダース
惑星警察機構長官。ガーニーやジョオンの上司で、惑星警察機構の最高責任者。フューチャーメンとの付き合いも長いが、他のレギュラーと比べると関わりが薄く、「透明惑星危機一髪！」でカシュー主席から話を聞くまでフューチャーメンの素性を知らなかった。「月世界の無法者」では、フューチャーメンへの不信感をあらわにして、無実の罪を着せられた彼らを率先して追及し、事件解決後に深く後悔することになる。
ジェイムズ・カシュー (James Carthew)
初代太陽系政府主席。キャプテン・フューチャーを呼び出す、北極の宇宙灯台（チコ・クレーターの研究所から常に監視している）を点灯させる権限を持つ太陽系唯一の人物。
ノース・ボネル
太陽系政府主席秘書官。後にカシューの後を受け第二代主席。アニメ版では、女性秘書アニー・ボネルとなっている。実直な人物だが、フューチャーメンへの信頼度はカシュー主席ほどではなく、前述の冤罪事件ではフューチャーメンを追及する側に回っていた。
ダニエル・クルー
第三代主席。ボネルの後任。

### スーパーヴィラン
宇宙帝王 (Space Emperor)
「恐怖の宇宙帝王」に登場。黒ずくめの宇宙服に身を固めた主体不明の人物で、古代木星人の再来と称して、木星人の蜂起を先導した。地球人が猿人や爬虫人に退化する「先祖帰り病」を起こして社会不安を煽った。また、自らを非実体化することで壁や床を透過したり、プロトン・ガンの銃撃を無効化したりできる。
ザロ博士
「暗黒星大接近！」に登場。強力な通信波で太陽系内の全ての放送に介入して姿を見せた自称・天才科学者。太陽系外から接近する巨大な暗黒星の存在を指摘し、太陽系内の著名な天文学者達はその接近に気付かなかったために我が身可愛さで逃げ出したと糾弾した上で（実はザロが彼らを誘拐し、人知れず監禁していた）、この危機を回避する方法を知っているのは自分だけであるとして、九惑星全ての統治権を要求した。
破壊王（レッカー、Wrecker）
「挑戦！嵐の海底都市」に登場。重力等化装置に不可欠なグラヴィウムの独占を目論み、太陽系内のグラヴィウム鉱山を次々に破壊した上で、海王星のグラヴィウム鉱山を独占しようとした。正体はある鉱山関係者だが、アニメ版ではさらにもう一つの秘密が隠されていた。
生命王（ライフ・ロード）
「脅威！不死密売団」に登場。飲用した者に一時だけ若さと健康を取り戻す効能をもった「生命水」の密売シンジケートを構築し、太陽系全域に深刻な麻薬禍を引き起こした。
アニメ版では、「不死帝王」という名前に変更されている。
ウル・クォルン (Ull Quorn)
「太陽系七つの秘宝」で初登場し、「透明惑星危機一髪！」「小惑星要塞撃滅せよ」にも登場したキャプテン・フューチャーの宿敵。カーティスの両親ニュートン夫妻を殺害したヴィクター・コルボの息子でもある。「火星の魔術師」の異名で呼ばれる天才的犯罪者。優秀な科学者だったが、とある「恥知らずな実験」（詳細は語られていない）を行なって逮捕され、冥王星の衛星ケルベルスにある太陽系重罪犯専用刑務所送りになった。脱獄後、父を倒したフューチャーメンを仇としてつけ狙い、数度にわたって対決する。地球人・火星人・金星人の混血で、自身の血統に誇りとコンプレックスの入り混じった複雑な感情を抱いている。キャプテン・フューチャーに対しては、父の仇であり自分と相容れない敵として憎む一方で、自分と拮抗できる唯一の科学者として敬意を払っている。
ヌララ (N'rala)
火星人。ウル・クォルンの情婦。超美人だが、「アタマの中身は宇宙空間なみに空っぽ」（ウル・クォルン談）。
機械人間一号
「謎の宇宙船強奪団」に登場した謎の機械人間たちのリーダー。単純な知能しか持たない部下の機械人間たちとは違い、謎の黒幕の言葉を伝えている。水星で建造された新造船を、テスト中に突如パイロットのみを宇宙空間に残して消滅させるという不思議な手口で、次々と強奪。造船業界をパニックに陥れる。
ジカル (Zikal)
「時のロストワールド」に登場。一億年前に存在した太陽系第5惑星カタインの科学者。滅亡するカタインの代わりとして火星への移住を企み、火星人を皆殺しにして自身が新生カタインの主となる野望を抱く。戦争の回避と太陽系外の移住を主張する科学者ダルムールのグループと対立し、ダルムールの時空通信を受けてタイムトラベルしてきたフューチャーメンと対戦することになる。
ソリックス王
ハレー彗星のコアに住む「箒星人」たちの王。彗星の外にまで手を伸ばし、何十隻もの宇宙船を次々に鹵獲した。
冷たきものども
年老いて、冷え切った宇宙に適応するためにつくられた人工ミュータント。人間の骸骨のような外観を持ち、宇宙空間の酷寒に生身で耐えられる。呼吸の必要が無く、テレパシーで意思の疎通をする。温血のタラスト人を激しく憎み、根絶させようとしている。
ラルスタン王
銀河中心核の大宇宙塵雲の中にある惑星コルの王。〈物質生成の場〉の秘密の独占を狙う。
ラルセン・キング
悪辣な企業家。銀河中心核への遠征でフューチャーメンが太陽系を留守にしている間に、月の地下に存在するラジウム鉱脈の独占を企み、初代太陽系政府主席ジェイムズ・カシューを暗殺。その罪をキャプテン・フューチャーになすりつけた。
ゴーマ・ハス
スヴァードと呼ばれる種族を操り、銀河系宇宙の征服を企む謎の存在。
キム・イヴァン
元宇宙海賊。逮捕され、囚人船「ヴァルカン」でケルベルス刑務所に護送される途中、反乱を起こして船を強奪。警護に当たっていたフューチャーメンやジョオンたちを人質に、太陽系からの脱走を企む。
ハートリー・ブルックス
悪辣な企業家。人口増加にあえぐ太陽系住民への衣食住の供給を独占して暴利をむさぼる。しかし、キャプテンが提案した「新惑星建設計画」によって利権が脅かされたため、フューチャーメンの暗殺を部下に命じる。
ルウ・グウル
元放射線学者。人に望み通りの夢を見せるが、やがて脳が侵されて廃人になってしまう「忘却放射線」を密売していたが、キャプテンに追い詰められて太陽系外に逃走。しかし、いずこかの「無法の星」を根城にしてラジウム盗賊団の主に返り咲き、再びキャプテンと死闘を展開する。
上帝
平行宇宙「X空間」の独裁者。母恒星が死滅したため、太陽系の侵略をもくろみ、第一目標として最大の敵であるキャプテンの本拠地・月を狙う。
ジザベル彗星人
三千年前に太陽系を征服しようと乗り込んできたが、志を果たせぬまま冥王星の「戦士の谷間」で眠り続けていた異星人の一団。

### コメット号
キャプテン・フューチャーとフューチャーメンの専用宇宙船。フューチャーメンが独自に設計、建造した。船体は涙滴型で、船殻は三枚のイナートロン（架空の金属）で出来ており、各々の隙間に特殊な絶縁体を充填した5層構造となっている。
九基の高性能サイクロトロンによる推進器によって太陽系最速を誇る（通常の燃料は粉末状の銅）。通常のエンジン音は「丸鋸を回転させているような特徴的な」音で、他のいかなる宇宙船とも異なるため、すぐに聞き分けることができる。高効率の噴射機構を備え、水中航行も可能。後に振動ドライブを設置したことにより超光速航行が可能となり、銀河間航行をも行い得る高い性能を誇る。また「時のロストワールド」事件においては航時推進機を搭載して、タイムトラベルをも行っている。
固定武装として二門（アニメ版では四門）のプロトン砲を装備。それ以外の特徴的な装備として、船外に荷電粒子をまとって彗星に偽装する「彗星カモフラージュ装置」、太陽に近接航行可能な「後光（ハロー）装置」、重力を検知する「グラヴィトメーター」、小惑星を検知する「ミティオロメーター」などを装備。また船内には非常にコンパクトながら充実した研究設備、各種資料、医療設備などを備え、科学者としてのキャプテン・フューチャーの活動を支えている。

### 惑星警察機構
太陽系全域の法と治安を守る組織。トップはハーク・アンダース長官。第一から第四課までの四つの部門がある。
- 第一課：ある程度社会基盤が形成済みの惑星における警察業務を行う。いわゆる警官や刑事の任務を果たす。
- 第二課：未開拓の惑星や宇宙空間、開拓途中のフロンティアにおける警察業務と司法業務を担当する。西部劇における保安官のような役割を果たす。
- 第三課：潜入捜査、秘密捜査を主な任務とする。構成人員やその構成などほとんどが極秘。ジョオン・ランドールはここに所属している。
- 第四課：通称、惑星パトロール。宇宙空間、宇宙航路における治安を担当。この課の長はエズラ・ガーニー司令（地位的には惑星警察のナンバー2にあたる）。宇宙海賊討伐が初期の重大な任務とされ、ガーニーは常にその最前線に立ち続けることで絶大な信頼とその地位を獲得した。

### 装備
重力等化機（じゅうりょくとうかき、Gravitation Equalizer）
水星、火星、土星、海王星などで産出するグラヴィウム（架空の金属）で作られたコイルは、通電すると近傍の物体の重量を変化させる特性がある。
この効果を利用して、他惑星で活動する者が母星の重力下と同じ条件で活動できるようにする装置。人類と各惑星人の生活圏が太陽系全域に広がった当代においては生活必需品となっている。なお、重力等化機に使用するグラヴィウムのコイルは、使い続けるとその効力が落ちるため、定期的に交換する必要がある。アニメ版では、重力コントローラーと呼ばれている。
発明者は『挑戦！嵐の海底都市』の冒頭部ナレーションによるとマーク・カルー（作中より過去の時代の宇宙探検家）とされているが、「時のロスト・ワールド」で1億年前の古代火星人やカタイン人もこれを使用していた。
テレバイザー (Televisor)
いわゆるテレビで、テレビ電話と公共放送の受像器を兼ねている。一般には据え置き型のサイズのものが普及しているが、フューチャーメンは小型のポケット・テレバイザーを愛用している。
〈不可視放射線〉投射装置
カーティスとサイモンが発明した小さな円盤型の装置で、周囲のあらゆる光線を屈曲させる力線を投射することで着用者を透明にすることができる。欠点は力線の投射可能時間が10分程度しかないこと、この効果を受けている人物は完全な暗黒に包まれて物が見えなくなること、触感は変えられないので相手に触られると発覚してしまうことである。「異次元侵攻軍迫る！」の第14章で改良型が登場し「周囲の光を貫通放射線に変換して使用者をすり抜けさせる」が「使用者の目もこの影響を受けるため、視野はぼやけるが一応見える」というものになっていた。ただし完全に透明にすることはできなくなり、わずかな部分で反射が見えてしまうようになっている。

## 作品リスト

### 長編
- 恐怖の宇宙帝王 (Captain Future and the Space Emperor)
  - 『キャプテン・フューチャー誌』：1940年冬号
- 暗黒星大接近 (Calling Captain Future)
  - 『キャプテン・フューチャー誌』：1940年春号
- 挑戦! 嵐の海底都市 (Captain Future's Challenge)
  - 『キャプテン・フューチャー誌』：1940年夏号
- 脅威! 不死密売団 (The Triumph of Captain Future)
  - 『キャプテン・フューチャー誌』：1940年秋号
- 太陽系七つの秘宝 (Captain Future and the Seven Space Stones)
  - 『キャプテン・フューチャー誌』：1941年冬号
- 謎の宇宙船強奪団 (Star Trail to Glory)
  - 『キャプテン・フューチャー誌』：1941年春号
- 透明惑星危機一髪！ (The Magician of Mars)
  - 『キャプテン・フューチャー誌』：1941年夏号
- 時のロスト・ワールド (The Lost World of Time)
  - 『キャプテン・フューチャー誌』：1941年秋号
- 輝く星々のかなたへ! (The Quest beyond the Stars)
  - 『キャプテン・フューチャー誌』：1942年冬号
- 月世界の無法者 (Outlaws of The Moon)
  - 『キャプテン・フューチャー誌』：1942年春号
- 彗星王の陰謀 (The Comet King)
  - 『キャプテン・フューチャー誌』：1942年夏号
- 惑星タラスト救出せよ! (Planets in Peril)
  - 『キャプテン・フューチャー誌』：1942年秋号
- 宇宙囚人船の反乱 (The Face of the Deep)
  - 『キャプテン・フューチャー誌』：1943年冬号
- 異次元侵攻軍迫る! (World to Come)[注 3]
  - 『キャプテン・フューチャー誌』：1943年春号
- 人工進化の秘密! (The Star of Dread)
  - 『キャプテン・フューチャー誌』：1943年夏号
- 魔法の月の血闘 (Magic Moon)
  - 『キャプテン・フューチャー誌』：1943年秋号
- フューチャーメン暗殺計画 (Days of Creation)[注 3]
  - 『キャプテン・フューチャー誌』： 1944年春号
- 危機をよぶ赤い太陽 (Red Sun of Danger)
  - 『スタートリング・ストーリーズ』：1945年春号
- ラジウム怪盗団現る! (Outlaw World)
  - 『スタートリング・ストーリーズ』：1946年冬号
- 小惑星要塞を粉砕せよ! (The Solar Invasion)
  - 『スタートリング・ストーリーズ』：1946年秋号[注 4]

### 短編
- キャプテン・フューチャーの帰還 (Return of Captain Future)
  - 『スタートリング・ストーリーズ』：1950年1月号
- 太陽の子供たち (Children of the Sun)
  - 『スタートリング・ストーリーズ』：1950年5月号
- 衛星チタンの〈歌い鳥〉 (The Harpers of Titan)
  - 『スタートリング・ストーリーズ』：1950年9月号
- 鉄の神経お許しを (Pardon My Iron Nerves)
  - 『スタートリング・ストーリーズ』：1950年11月号
- 忘れじの月 (Moon of the Unforgotten)
  - 『スタートリング・ストーリーズ』：1951年1月号
- もう地球人では…… (Earthman No More)
  - 『スタートリング・ストーリーズ』：1951年3月号
- 〈物質生成の場〉の秘密 (Birthplace of Creation)
  - 『スタートリング・ストーリーズ』：1951年5月号

### 番外編
- 風前の灯! 冥王星ドーム都市
  - S-Fマガジン 1983年7月臨時増刊号『キャプテン・フューチャー・ハンドブック』[注 5]

### リブート
- キャプテン・フューチャー最初の事件（Avengers of the Moon, 2017）
アレン・スティールによる「新キャプテン・フューチャー」でプリクエル作品
中村融訳、創元SF文庫、2020年。イラストは鶴田謙二

## 日本語訳
1966年から1967年にかけて「太陽系七つの秘宝」「謎の宇宙船強奪団」「時のロスト・ワールド」の3冊が、ハヤカワ・SF・シリーズ（いわゆる銀背）より刊行。
1970年より、長編作品がハヤカワ文庫SFより各1冊で刊行（訳書の刊行順は、原著の刊行順と異なっている）。カバーイラストおよび挿絵は水野良太郎。
1995年に「透明惑星危機一髪！」「挑戦！ 嵐の海底都市」「暗黒星大接近」「太陽系七つの秘宝」「謎の宇宙船強奪団」の5冊がハヤカワ文庫SFより復刊。カバーイラストは水野が新規に描き起こしたもので、絵柄はアメコミ風である。
2004年より、原著の刊行順に沿って、時系列順に長編2編ごとに文庫1冊に収められ、さらにシリーズ短編とCAPTAIN FUTURE誌掲載の掌編を1冊にまとめて最終巻とした『キャプテン・フューチャー全集』全11巻が、創元SF文庫より刊行された。さらに、2008年6月には野田昌宏によるパスティーシュ、『風前の灯！ 冥王星ドーム都市』が別巻として刊行された（刊行は野田が逝去した月の下旬）。カバーイラストおよび挿絵は鶴田謙二。

### 児童向け版
- 戦うフューチャーメン（岩崎書店SF世界の名作26、1967年）
  - 「時のロスト・ワールド」をジュブナイル化したもの。訳者は福島正実。原作との最大の違いは古代地球人が登場せず、彼らから古代語を習うのではなく、事前に「火星の古代語」を知っていたために古代火星人やカタイン人と会話できたことになっている。
- 宇宙FBI（偕成社SF（科学小説）名作シリーズ14、1968年）
  - 「謎の宇宙船強奪団」をジュブナイル化したもの。訳者は野田昌宏。
- 宇宙怪人ザロ博士の秘密（あかね書房少年少女世界SF文学全集18、1973年）
  - 「暗黒星大接近！」をジュブナイル化したもの。訳者は内田庶。イラストは金森達。
- コメット号時間作戦（岩崎書店SFこども図書館26、1976年）
  - 上記「戦うフューチャーメン」の改題版。「キャプテン・フューチャー」というタイトルのバージョンもある。
- キャプテン・フューチャーの冒険（岩崎書店冒険ファンタジー名作選8、2003年）
  - 上記「戦うフューチャーメン」、「コメット号時間作戦」の改題版。イラストは秋恭摩。

## テレビアニメ
NHKにより、『未来少年コナン』に続く連続アニメ第二弾としてアニメ化され、1978年11月7日から1979年12月18日まで52回にわたり放映された。表記は「キャプテンフューチャー」。制作は東映動画。ちなみに、東映動画→東映アニメーションが制作したテレビアニメにおいて、最初のNHK制作番組で、同時に親会社の東映本体が主要制作事業者に名を連ねていない日本向け作品でもある。当時は、NHK制作の番組に映画会社自体が直接関わることが制限されていたためである。これに伴い、当時の東映動画が制作した民間放送向けテレビアニメにおいて、1969年以降、通常は東映本体のクレジットを単独で出していたが、東映本体が製作事業者に名を連ねていないテレビ番組であるので、それ以降の作品で初めて東映動画のクレジットに変更される措置を取られている。
原作の1作品分を30分×4回で描く形式で、全52話で13作品、さらにスペシャル版1話を入れると14作品がアニメ化された。
デザインや演出に、当時、一大ブームが起きていた『2001年宇宙の旅』や『スター・ウォーズ』、『宇宙戦艦ヤマト』などの影響が見られた。当時、同じエドモンド・ハミルトンの小説『スターウルフ』を原作とした同タイトルの実写特撮番組も放送されていた。
脚本を担当した辻真先によると、NHKから現代の科学に合うように脚色するよう求められたという。原作で可住惑星となっていた太陽系内の惑星は現実に即した居住不適な星となり、それらを舞台にした話は太陽系外の別の惑星（木星⇒メガラ星など）に場所を移された。キャラクターデザインの野田卓雄によると、カーティス・ニュートンのデザインは、映画俳優のロバート・レッドフォードをモデルにしているという。
初期のエピソードは、キャラクターが余りにも優等生的で、SF考証も現実の科学考証を重視したために、スペースオペラである原作から乖離した面があった。その反省から、途中からキャラクターの人間味のあふれる描写を強めて、ドラマ性や娯楽性を高める等の路線変更が行われた。

### キャスト
詳細は「#登場人物」を参照。
- キャプテン・フューチャー - 広川太一郎[1]
- ジョーン・ランドール - 増山江威子[1]
- グラッグ - 緒方賢一[1]
- オットー、次回予告ナレーション - 野田圭一
- サイモン・ライト教授 - 川久保潔
- ケン・スコット - 井上和彦
- エズラ・ガーニー - 岸野一彦
- カシュー主席 - 神太郎
- 秘書アニー - 中谷ゆみ
- ナレーション - 神太郎
- その他 - 柴田秀勝、戸谷公次、加藤修、矢田耕司、杉山佳寿子、北川米彦、潘恵子、古川登志夫、八奈見乗児、山田俊司、田中崇、水島裕、兼本新吾、吉田理保子、八木光生、関根信昭、田の中勇、矢田稔、神谷明、佐藤正治、川島千代子、村山明、名和慶子、広瀬正志、西村知道、 松田重治、玄田哲章、亀山助清、他（順不同）

### スタッフ
- 製作 - 今田智憲
- 企画 - 田宮武、栗山富郎
- 製作担当 - 吉岡修、武田寛
- 設定製作 - 須藤和一
- キャラクター設定・チーフアニメーター（総作画監督） - 野田卓雄[1]、森利夫
- 美術設定・チーフデザイナー・メカニック設定 - 辻忠直
- 背景 - 中野一郎、前美智子、松本健治、襟立智子 他
- メカキャラクター設計 - 三山昇
- オープニング/エンディング原画 - 湖川友謙[注 12]
- 特殊効果 - 佐藤章二、中島正之
- 音楽 - 大野雄二[1]
- 選曲 - 原田敦
- 録音担当 - 田中英行
- 効果 - 石田秀憲（石田サウンド）
- 音響制作 - タバック
- 撮影監督（撮影担当） - 佐藤隆郎、菅谷英夫、菅谷信行、佐野禎史
- 編集 - 花井正明（タバック）
- 科学考証 - 石倉八木
- 記録 - 黒石陽子
- 製作進行 - 吉沢孝男、川端蓮司 他
- チーフディレクター - 勝間田具治[1]
- NHKプロデューサー - 丹泰彦
- 制作協力 - 東映
- 企画・製作 - 東映動画
- 制作 - 東映動画、NHK

### 主題歌・挿入歌

#### 主題歌
オープニングテーマ「夢の舟乗り」
作詞 - 山川啓介 / 作曲・編曲 - 大野雄二 / 歌 - ヒデ夕樹（第1 - 31話、SP「華麗なる太陽系レース」）、タケカワユキヒデ（第32 - 52話）
当初はヒデ夕樹が歌唱したバージョンが使用されていたが、32話以降はタケカワユキヒデが歌唱したバージョンに変更となった。レコーディングはタケカワのバージョンが先に行われていたことが後年明らかになっている。
Blu-rayBOXのライナーノートに掲載された田宮武へのインタビューにて、当初タケカワユキヒデの歌唱を予定してレコーディングも済ませていたのが、タケカワ側の契約上の問題からヒデ夕樹が急遽起用され、契約問題が解決したところでタケカワのバージョンに差し替えたという経緯が語られている。
ヒデ夕樹版はTVサイズ音源・レコードサイズ音源それぞれ2種類ずつ存在し、放映では1 - 8話（およびTVSP）と9話以降では別テイクが使用されている。またレコードサイズ音源2種類のうちオリジナルテイクはマスターテープが廃棄されており、後年発売されたコンピレーションアルバムや本作の復刻版サウンドトラックには別テイク（再レコーディング）のものが収録されている。なお大野雄二は、ヒデ夕樹版の再レコーディングが行なわれた経緯については記憶がないとしている。
1978年12月に発売されたシングル盤（日本コロムビア・SCS-441）は、初回プレス盤はヒデ夕樹のオリジナルテイクが収録されていたが、追加プレス時以降に再レコーディング版に差し替えられたものがあるかは不明。
1979年7月に「テレビまんがアクションシリーズ」で本曲と「ポプラ通りの家」に出演者によるセリフや効果音を入れて発売されたコンパクト盤（日本コロムビア・CH-87。『サイボーグ009』からの『誰がために』と『いつの日か』とカップリング）では、ヒデ夕樹の再レコーディング版が使われていた。
1979年2月から3月にかけて、『みんなのうた』でヒデ夕樹版が放送された。歌はオリジナルテイクから前奏と間奏を短縮して、2番の後のサビの繰り返しを省略する編集を施したもので、バックの画像はアニメの名場面集的なもので、2番の直前でタイトル部分の映像（ロゴは省略）が挿入されていた。
エンディングテーマ「ポプラ通りの家」
作詞 - 山川啓介 / 作曲・編曲 - 大野雄二 / 歌 - ピーカブー

#### 挿入歌
「おいらは淋しいスペースマン」
作詞 - 野田昌宏 / 作曲・編曲 - 大野雄二 / 歌 - ヒデ夕樹
TVSP「華麗なる太陽系レース」の挿入歌として使用された。
2010年放映のアニメ『あそびにいくヨ!』第9話では、挿入歌およびエンディングに茅原実里（作中のキャラクター「ラウリィ」名義）によるカヴァーバージョンが使用された（編曲 - 菊谷知樹）。
「OK! キャプテン」
作詞 - 山川啓介 / 作曲・編曲 - 大野雄二 / 歌 - 神代ユースコーラス

### 各話リスト
『恐怖の宇宙帝王』
| 話数  | 放送日         | サブタイトル     | 脚本   | 演出       | 作画監督 | 美術監督 | サブタイトルの後に付いた語句     |
| ----- | -------------- | ---------------- | ------ | ---------- | -------- | -------- | -------------------------------- |
| 第1話 | 1978年 11月7日 | 宇宙帝王あらわる | 辻真先 | 勝間田具治 | 森利夫   | 坂本信人 | 「人間が猿に逆進化する!」        |
| 第2話 | 11月14日       | 炎の海の牢獄     | 辻真先 | 勝間田具治 | 森利夫   | 原田謙一 | 「実体なき怪人宇宙帝王」         |
| 第3話 | 11月21日       | 天翔ける砦の奇蹟 | 辻真先 | 佐々木正広 | 青鉢芳信 | 下川忠海 | 「古代メガラ文明の謎とは?」      |
| 第4話 | 11月28日       | 衛星ヌーンの決戦 | 辻真先 | 佐々木正広 | 落合正宗 | 坂本信人 | 「ついに実体を暴露した宇宙帝王」 |
『時のロスト・ワールド』
| 話数  | 放送日         | サブタイトル       | 脚本   | 演出       | 作画監督 | 美術監督 | サブタイトルの後に付いた語句              |
| ----- | -------------- | ------------------ | ------ | ---------- | -------- | -------- | ----------------------------------------- |
| 第5話 | 1978年 12月5日 | SOS1億年前         | 辻真先 | 森下孝三   | 青鉢芳信 | 坂本信人 | 「タイムドライブ未知の旅」                |
| 第6話 | 12月12日       | 聖なる星クウムの謎 | 辻真先 | 勝間田具治 | 篠田章   | 原田謙一 | 「恐竜時代に不時着したコメット号は?」     |
| 第7話 | 12月19日       | 太陽系創世記       | 辻真先 | 高山秀樹   | 森利夫   | 坂本信人 | 「眼前に展開する荘厳な太陽創造のドラマ!」 |
| 第8話 | 12月26日       | 遥かなり50億年の旅 | 辻真先 | 高山秀樹   | 森利夫   | 秦秀信   | 「宿命の星カタインの前途は果たして?」     |
『謎の宇宙船強奪団』
年末特番として作られた60分のスペシャル版。紅白歌合戦の直前に放送された。後に東映まんがまつりで上映された。
| 放送日          | サブタイトル         | 脚本   | 演出       | 作画監督 | 美術監督                 | サブタイトルの後に付いた語句                    |
| --------------- | -------------------- | ------ | ---------- | -------- | ------------------------ | ----------------------------------------------- |
| 1978年 12月31日 | 華麗なる太陽系レース | 辻真先 | 勝間田具治 | 野田卓雄 | 辻忠直 内川文広 原田謙一 | 「宇宙船が次々に消えるこの奇怪な事件の真相は?」 |
『挑戦! 嵐の海底都市』
| 話数   | 放送日        | サブタイトル               | 脚本     | 演出       | 作画監督 | 美術監督        | サブタイトルの後に付いた語句                                       |
| ------ | ------------- | -------------------------- | -------- | ---------- | -------- | --------------- | ------------------------------------------------------------------ |
| 第9話  | 1979年 1月9日 | 破壊王（レッカー）の陰謀   | 金子武郎 | 森下孝三   | 篠田章   | 辻忠直 原田謙一 | 「惑星間の航行に重大な危機迫る!」                                  |
| 第10話 | 1月16日       | 海底の罠                   | 金子武郎 | 森下孝三   | 落合正宗 | 坂本信人        | 「宿敵破壊王の挑戦をうけた キャプテンフューチャー」                |
| 第11話 | 1月23日       | 戦慄の海悪魔（シーデビル） | 金子武郎 | 勝間田具治 | 森利夫   | 坂本信人        | 「身の毛もよだつ恐怖の未来科学」                                   |
| 第12話 | 1月30日       | 破壊王（レッカー）の謎     | 金子武郎 | 森下孝三   | 森利夫   | 秦秀信          | 「ついに捕われの身となったフューチャーは、 そして破壊王の正体は?」 |
『輝く星々のかなたへ!』
| 話数   | 放送日        | サブタイトル             | 脚本     | （絵コンテ） 演出       | 作画監督 | 美術監督 | サブタイトルの後に付いた語句                                   |
| ------ | ------------- | ------------------------ | -------- | ----------------------- | -------- | -------- | -------------------------------------------------------------- |
| 第13話 | 1979年 2月6日 | 惑星に空気がなくなるとき | 神波史男 | （広田茂穂） 勝間田具治 | 森利夫   | 内川文広 | 「死の星を救うためコメット号は 宇宙に出発するが…」             |
| 第14話 | 2月13日       | 悲劇の暗黒星             | 神波史男 | 高山秀樹                | 森利夫   | 坂本信人 | 「氷の惑星に眠る人々、 救いの“4人組”は来るのか?」              |
| 第15話 | 2月20日       | 見張りの掟               | 神波史男 | 佐々木正広              | 青鉢芳信 | 秦秀信   | 「神秘のベールに包まれた 物質生成の場をめぐる争い」            |
| 第16話 | 2月27日       | 甦える惑星               | 神波史男 | 松浦錠平                | 鈴木康彦 | 坂本信人 | 「始まったコル星軍の攻撃、 炎の海から立ち上がるフューチャー!」 |
『透明惑星危機一髪!』
| 話数   | 放送日        | サブタイトル         | 脚本     | （絵コンテ） 演出     | 作画監督 | 美術監督        | サブタイトルの後に付いた語句                              |
| ------ | ------------- | -------------------- | -------- | --------------------- | -------- | --------------- | --------------------------------------------------------- |
| 第17話 | 1979年 3月6日 | ウル・クォルンの挑戦 | 星山博之 | 森下孝三              | 森利夫   | 辻忠直          | 「流刑の星から脱獄した銀河系の 魔術師ウル・クォルン」     |
| 第18話 | 3月13日       | 暗闇族のすむ地底     | 星山博之 | 松浦錠平              | 野田卓雄 | 坂本信人 辻忠直 | 「ついにウル・クォルンの基地を発見した フューチャーメン」 |
| 第19話 | 3月20日       | 惑星ただ一人         | 星山博之 | （富田義治） 山内重保 | 森利夫   | 内川文広        | 「小惑星に置きざりにされたフューチャー」                  |
| 第20話 | 3月27日       | 透明惑星の幻人間     | 星山博之 | （石黒昇） 高山秀樹   | 篠田章   | 坂本信人        | 「宇宙の宝石とは…」                                       |
『太陽系七つの秘宝』
| 話数   | 放送日        | サブタイトル                | 脚本     | （絵コンテ） 演出   | 作画監督 | 美術監督 | サブタイトルの後に付いた語句                              |
| ------ | ------------- | --------------------------- | -------- | ------------------- | -------- | -------- | --------------------------------------------------------- |
| 第21話 | 1979年 4月3日 | 銀河に眠る神秘の石          | 金子武郎 | 横井昭              | 森利夫   | 秦秀信   | 「ウル・クォルン再登場・ 謎を秘めた神秘の石を次々と奪取」 |
| 第22話 | 4月10日       | 銀河サーカスの死闘!         | 金子武郎 | 横井昭              | 篠田章   | 坂本信人 |                                                           |
| 第23話 | 4月17日       | キャプテンフューチャー死す! | 金子武郎 | （横井昭） 高山秀樹 | 青鉢芳信 | 内川文広 | 「暗黒の宇宙に漂う死体、 果たしてフューチャーか?」        |
| 第24話 | 4月24日       | 未知のミクロ宇宙            | 金子武郎 | 松浦錠平            | 森利夫   | 秦秀信   | 「驚くべき小宇宙のなぞ」                                  |
『暗黒星大接近』
| 話数   | 放送日        | サブタイトル                     | 脚本   | （絵コンテ） 演出       | 作画監督 | 美術監督 |
| ------ | ------------- | -------------------------------- | ------ | ----------------------- | -------- | -------- |
| 第25話 | 1979年 5月1日 | 渦巻く墓標                       | 辻真先 | （中津川勲） 勝間田具治 | 森利夫   | 辻忠直   |
| 第26話 | 5月8日        | 吼える大氷流                     | 辻真先 | （中津川勲） 山内重保   | 森利夫   | 坂本信人 |
| 第27話 | 5月15日       | 怪獣狩人（ビブルハンター）は語る | 辻真先 | 佐々木正広              | 森利夫   | 原田謙一 |
| 第28話 | 5月22日       | 幻の星幻の文明                   | 辻真先 | （石黒昇） 高山秀樹     | 三浦清継 | 秦秀信   |
『宇宙囚人船の反乱』
| 話数   | 放送日         | サブタイトル            | 脚本       | （絵コンテ） 演出       | 作画監督 | 美術監督 |
| ------ | -------------- | ----------------------- | ---------- | ----------------------- | -------- | -------- |
| 第29話 | 1979年 5月29日 | 囚人船ハイジャックさる! | 小野竜之助 | （森下孝三） 長谷川康雄 | 森利夫   | 坂本信人 |
| 第30話 | 6月5日         | 銀河からの大脱走        | 小野竜之助 | （富田義治） 山内重保   | 篠田章   | 辻忠直   |
| 第31話 | 6月12日        | ゼロからの出発          | 小野竜之助 | （石黒昇） 高山秀樹     | 森利夫   | 坂本信人 |
| 第32話 | 6月19日        | 星くずのスペースマン    | 小野竜之助 | 松浦錠平                | 野田卓雄 | 辻忠直   |
『魔法の月の決闘』
| 話数   | 放送日         | サブタイトル                         | 脚本     | （絵コンテ） 演出       | 作画監督 | 美術監督 |
| ------ | -------------- | ------------------------------------ | -------- | ----------------------- | -------- | -------- |
| 第33話 | 1979年 6月26日 | キャプテンフューチャー募集!          | 金子武郎 | 森下孝三                | 落合正宗 | 秦秀信   |
| 第34話 | 7月3日         | 恐怖のスペース・ロケーション         | 金子武郎 | 小出啓介                | 鈴木康彦 | 坂本信人 |
| 第35話 | 7月17日        | 幻影の惑星                           | 金子武郎 | 高山秀樹                | 森利夫   | 秦秀信   |
| 第36話 | 7月31日        | 放たれた最終兵器（スーパーウェポン） | 金子武郎 | （森下孝三） 長谷川康雄 | 菊池城二 | 坂本信人 |
『彗星王の陰謀』
| 話数   | 放送日        | サブタイトル       | 脚本     | （絵コンテ） 演出       | 作画監督 | 美術監督 |
| ------ | ------------- | ------------------ | -------- | ----------------------- | -------- | -------- |
| 第37話 | 1979年 8月7日 | 消えた宇宙船       | 星山博之 | 笠井由勝                | 菊池城二 | 辻忠直   |
| 第38話 | 8月14日       | 彗星の支配者       | 星山博之 | 松浦錠平                | 菊池城二 | 秦秀信   |
| 第39話 | 8月28日       | アルルスの正体     | 星山博之 | （石黒昇） 山内重保     | 鈴木康彦 | 坂本信人 |
| 第40話 | 9月4日        | 悪夢の世界・四次元 | 星山博之 | （森下孝三） 長谷川康雄 | 篠田章   | 坂本信人 |
『脅威! 不死密売団』
| 話数   | 放送日         | サブタイトル         | 脚本     | （絵コンテ） 演出     | 作画監督 | 美術監督        |
| ------ | -------------- | -------------------- | -------- | --------------------- | -------- | --------------- |
| 第41話 | 1979年 9月11日 | 不死密売シンジケート | 金子武郎 | （富田義治） 高山秀樹 | 森利夫   | 辻忠直          |
| 第42話 | 9月25日        | 不死帝王の挑戦       | 金子武郎 | 小出啓介              | 飯野皓   | 秦秀信          |
| 第43話 | 10月9日        | 生と死の幻影         | 金子武郎 | 笠井由勝              | 森利夫   | 坂本信人        |
| 第44話 | 10月23日       | 永遠の都の決斗       | 金子武郎 | 松浦錠平              | 飯野皓   | 辻忠直 伊藤岩光 |
『惑星タラスト救出せよ!』
| 話数   | 放送日          | サブタイトル         | 脚本   | （絵コンテ） 演出     | 作画監督 | 美術監督 |
| ------ | --------------- | -------------------- | ------ | --------------------- | -------- | -------- |
| 第45話 | 1979年 10月30日 | よみがえれ伝説の英雄 | 辻真先 | （森下孝三） 山内重保 | 田辺由憲 | 坂本信人 |
| 第46話 | 11月6日         | グラッグ奪回作戦     | 辻真先 | 高山秀樹              | 飯野皓   | 内川文広 |
| 第47話 | 11月13日        | ひとりぼっちの地獄刑 | 辻真先 | 山内重保              | 菊池城二 | 松本健治 |
| 第48話 | 11月20日        | 英雄カフールの謎     | 辻真先 | 笠井由勝              | 飯野皓   | 坂本信人 |
『人工進化の秘密!』
| 話数   | 放送日          | サブタイトル   | 脚本     | （絵コンテ） 演出   | 作画監督 | 美術監督 |
| ------ | --------------- | -------------- | -------- | ------------------- | -------- | -------- |
| 第49話 | 1979年 11月27日 | 宇宙遺跡の謎   | 安藤豊弘 | （石黒昇） 山内重保 | 飯野皓   | 坂本信人 |
| 第50話 | 12月4日         | 半獣人の謎     | 安藤豊弘 | 佐々木正広          | 飯野皓   | 山口俊和 |
| 第51話 | 12月11日        | 死都の対決     | 安藤豊弘 | 松浦錠平            | 飯野皓   | 松本健治 |
| 第52話 | 12月18日        | 光と闇の彼方へ | 安藤豊弘 | 笠井由勝            | 森利夫   | 坂本信人 |

### 関連出版

#### 漫画
アニメ版放映時に、以下の漫画家によるコミカライズがなされた。
- 愛沢ひろし - 二見書房の描き下ろし単行本。「恐怖の宇宙帝王」編の1巻のみで続編はなかった。
- すがやみつる - テレビマガジンで連載。アニメ版をベースとしつつも独自の展開を見せた。単行本未収録。
- 立山清一 - 月刊少年マガジンの1978年11月号から1979年1月号に連載、全3回。単行本未収録。
- 他に幼年誌に見開き2ページ程度のダイジェスト的な漫画が載った。

#### 単行本
原作とは異なった高学年向きに、アニメ版の単行本（ジュブナイル）が出版された。
- 二見書房より「恐怖の宇宙帝王」編が出された（愛沢ひろしのコミカライズ版とは異なる）。文庫サイズのハードカバーで、アニメの画像を使った絵物語といった体裁であった。1巻完結で続編はなかった。カバー帯にはフューチャーメンを「惑星遊撃隊」と称したコピーが見られた。ハヤカワ文庫の原作版にあるコメット号の内部図解を模したアニメ版の内部図解が載った。

- 朝日ソノラマより、辻真先・構成で単行ハードカバー3巻が出版された。
タイトル書名は「SFロマン」が付き、1巻は「恐怖の宇宙帝王」編、2巻が「時のロストワールド」編および「謎の宇宙船強奪団」編、3巻が「暗黒星大接近！」だった。内容は、アニメ版の名場面を加えたノベライズ体裁だった（この体裁は当時、同社の『宇宙戦艦ヤマト』などの単行本で使われていた）。

- 講談社より「アニメーション・ノベルス」2巻で、1巻は「恐怖の宇宙帝王」「時のロストワールド」、2巻は「謎の宇宙船強奪団」のタイトルで出版された。
- 原作版のハヤカワ文庫は、アニメ版放映時には「NHKアニメ放送中」といったコピーとアニメの画像が入った帯が付いた。

#### 雑誌
- アニメージュ（徳間書店）- 放映開始時の1978年11月号で特集が組まれている（表紙も本作）。1979年5月号では原作との違いや路線変更についてスタッフに聞いている。

### 玩具
アニメ放送に伴い、ポピーから、ポピニカ・フューチャーコメット、ポピニカ・コスモライナー、超合金・グラッグ、プラデラ・フューチャーコメット、プラスチック製のプロトン銃などの玩具が発売された。なお、海外限定の展開として、胴・腕・脚にUFOロボ グレンダイザーの型を流用した超合金・キャプテン・フューチャーと、ポピニカ・サイモン・ライト（ミサイル発射、脳発光）が発売された。
2018年には、H.L.Proブランドより、アニメ版のコメット号のモデルが発売された。

### 日本国外での放送
アメリカ、イギリス、フランス、ドイツ、イタリア、スペイン、台湾、香港、韓国、中東などの欧米､アジア地区やチリなどの南米において放送された。なお、タイトルは国により異なり、アメリカ版は「The Adventures of Captain Future」、英語・ドイツ語版は「Captain Future」、フランス語版は「Capitaine Flam」、イタリア語版とスペイン語版は「Capitan Futuro」、台湾版は「太空突撃隊」、韓国語版は「우주경비대 캡틴·휴쳐」または「우주전함 코메트호」、アラビア語版は「فارس الفضاء」である。

### 劇場版
「キャプテン・フューチャー」
- 1979年3月17日、「東映まんがまつり」内で公開。
- 1978年12月31日放送のスペシャル「華麗なる太陽系レース」のブロウアップ版。
- 同時上映は劇場用新作『龍の子太郎』・『ピンク・レディーと春休み』・『SF西遊記スタージンガー』と、TVブローアップ作品『闘将ダイモス』の計4本。

### 映像ソフト化
2016年9月14日および11月9日に、Blu-ray BOX・全2巻が発売された。